# SSG 08
Steyr-Mannlicher SSG 08 — снайперская винтовка ручного перезаряжания с цилиндрическим затвором, приводимым в действие вручную с помощью рукоятки, расположенной справа.
Разработана австрийской компанией Steyr-Mannlicher AG, впервые продемонстрирована в 2008 году и представляет собой модель, разработанную на базе снайперской винтовки SSG 04.
Ствол винтовки изготавливается из закалённой стали методом ротационной холодной ковки. Он снабжается дульным тормозом.
Конструкция спускового механизма допускает регулировку. Спусковой крючок работает без «предупреждения». Питание патронами осуществляется из отъёмных коробчатых магазинов.
На ствольной коробке смонтирована направляющая типа «планка Пикатинни», для установки оптических и ночных прицелов. Винтовка не имеет механических открытых прицелов.